# غوستافو أدريان لوبيز
غوستافو أدريان لوبيز (بالإسبانية: Gustavo Adrián López)‏ (مواليد 13 أبريل 1973) هو لاعب كرة قدم. يلعب مع منتخب الأرجنتين لكرة القدم. سبق له أن لعب في كأس العالم لكرة القدم مع منتخب بلاده.

## مسيرته الكروية
لعب غوستافو أدريان لوبيز خلال مسيرته الاحترافية مع 4 أندية في ثمانية عشر موسمًا وسجل خلالها 48 هدفًا ضمن 449 مباراة. ولم يفز بأي موسم بالكأس وفاز في موسم واحد بالدوري.
خاض غوستافو أدريان لوبيز مسيرته مع نادي إنديبندينتي في موسم 1991–92 ليلعب معه خمسة مواسم، مشاركًا في 74 مباراة سجل خلالها 9 أهداف. ثم انتقل إلى نادي ريال سرقسطة في موسم 1995–96 ليلعب معه أربعة مواسم، حيث شارك في 105 مباراة سجل خلالها 13 هدفًا. لينتقل بعدها إلى نادي سيلتا فيغو في موسم 1999–00 ليلعب معه ثمانية مواسم، مشاركًا في 237 مباراة سجل خلالها 23 هدفًا. ثم انتقل إلى نادي قادش في موسم 2007–08 لمدة موسم واحد، مشاركًا في 33 مباراة سجل خلالها 3 أهداف.

## روابط خارجية
- غوستافو أدريان لوبيز على موقع الاتحاد الدولي (مؤرشف)  (الإنجليزية)
- غوستافو أدريان لوبيز على موقع الاتحاد الأوربي (الإنجليزية)
- غوستافو أدريان لوبيز على موقع قاعدة بيانات كرة القدم.إي يو (الإنجليزية)
- غوستافو أدريان لوبيز على موقع ناشيونال فوتبول تيمز (الإنجليزية)
- غوستافو أدريان لوبيز على موقع عالم كرة القدم.نت (الإنجليزية)
- غوستافو أدريان لوبيز على موقع أوليمبيديا (الإنجليزية)